# Arteria cerebral anterior

Arterias de la base del cerebro. El polo temporal del telencéfalo y una porción del hemisferio cerebelar han sido retirados en el lado derecho (mitad izquierda del diagrama). Aspecto inferior (visto desde debajo).

La arteria cerebral anterior es una arteria que se origina en la arteria carótida interna. Las arterias cerebral anterior derecha e izquierda están conectadas por la arteria comunicante anterior del cerebro. Ambas forman parte del círculo arterial cerebral o de Willis.
Se conocen como arterias cerebrales (arteriae cerebri) a las arterias que irrigan la corteza cerebral: cerebral anterior, cerebral media y cerebral posterior.

## Ramas
(Según el Diccionario enciclopédico ilustrado de medicina Dorland, 27.ª edición).
Presenta ramas corticales (orbitarias), frontales (parietales), coroidea anterior, centrales (incluida la arteria interna del cuerpo estriado) y la arteria comunicante anterior del cerebro.
La arteria parietoccipital se origina en la porción postcomunicante de la cerebral anterior. No presenta ramas, y se distribuye hacia el lóbulo parietal y —a veces— el lóbulo temporal del cerebro.

## Segmentos y ramas
La arteria cerebral anterior se clasifica en 3 segmentos, de modo que las ramas más pequeñas de las arterias «callosas» de la ACA (supracallosas) se consideran los segmentos A4 y A5:
- A1: Este segmento se origina en la arteria carótida interna y se extiende a la arteria comunicante anterior del cerebro. También nacen de este segmento las arterias centrales anteromediales (o mediales lenticuloestriadas) al igual que la comunicante, que irriga el núcleo caudado y la rama anterior de la cápsula interna.
- A2: Este segmento se extiende desde la comunicante anterior hasta la bifurcación que forman las arterias pericallosa y callosomarginal. La arteria estriada medial distal o recurrente de Heubner (parte distal de la arteria estriada medial), que irriga la cápsula interna, normalmente nace al principio de este segmento, cerca de la arteria comunicante. 4 ramas nacen de este segmento:
  - la arteria orbitofrontal medial (o frontobasal medial): nace primero, a una pequeña distancia de la arteria comunicante.
  - la arteria del polo frontal: nace después de la orbitofrontal cerca de donde A2 se curva posteriormente sobre el cuerpo calloso. Podría originarse también desde la arteria callosomarginal.
- A3: También denominada arteria pericallosa, esta es una (o la única) rama terminal de la ACA, que se extiende posteriormente en el surco pericalloso para formar las arterias parietales internas (superior, inferior) (?) y la arteria precuneal. Esta arteria puede formar una anastomosis con la arteria cerebral posterior. La arteria precuneal, que no presenta ramas, se distribuye hacia el precuneus inferior.
  - Arteria callosomarginal: Una rama terminal de la ACA comúnmente presente, que se bifurca desde la arteria pericallosa. Esta arteria a su vez se ramifica en las arterias frontales mediales (anterior, intermedia, posterior) y la arteria paracentral, con las ramas del cíngulo naciendo a lo largo de su longitud. Dependiendo de variaciones anatómicas, la arteria callosomarginal puede ser desde nada discreta a invisible. En el último caso, las ramas mencionadas se originarán desde la arteria pericallosa. En un estudio de 76 hemisferios, la arteria estaba presente sólo en el 60 % de los casos.[3] Estudios angiográficos citan que el vaso puede verse el 67 %[2] o el 50 %[4] de las veces.

## Árbol arterial completo en la Terminología Anatómica
La Terminología Anatómica recoge el siguiente árbol para la arteria cerebral anterior:
A12.2.07.023 Porción precomunicante de la arteria cerebral anterior; segmento A1 de la arteria cerebral anterior (pars precommunicalis arteriae cerebri anterioris; segmentum arteriae cerebri anterioris A1)
- A12.2.07.024 Arterias centrales anteromediales (arteriae centrales anteromediales arteriae cerebri anterior)

- A12.2.07.025 Arterias estriadas mediales proximales (arteriae striatae mediales proximales)
- A12.2.07.026 Arteria supraóptica (arteria supraoptica)
- A12.2.07.027 Arterias perforantes anteriores (arteriae perforantes anteriores)
- A12.2.07.028 Arterias preópticas (arteriae preopticae)

- A12.2.07.029 Arteria comunicante anterior (arteria communicans anterior)

- A12.2.07.030 Arteria supraquiasmática (arteria suprachiasmatica)
- A12.2.07.031 Arteria comisural media (arteria commissuralis mediana)
- A12.2.07.032 Arteria callosa media (arteria callosa mediana)

A12.2.07.033 Porción postcomunicante de la arteria cerebral anterior; Segmento A2 de la arteria cerebral anterior (pars postcommunicalis arteriae cerebri anterioris; segmentum arteriae cerebri anterioris A2)
- A12.2.07.034 Arteria estriada medial distal (arteria striata medialis distalis)
- A12.2.07.035 arteria frontobasal medial o arteria orbitofrontal medial (arteria frontobasalis medialis; arteria orbitofrontalis medialis)
- A12.2.07.036 Arteria del polo frontal (arteria polaris frontalis)
- A12.2.07.037 Arteria callosomarginal (arteria callosomariginalis)

- A12.2.07.038 Rama frontal anteromedial de la arteria callosomarginal (ramus frontalis anteromedialis arteriae callosomarginalis)
- A12.2.07.039 Rama frontal intermediomedial de la arteria callosomarginal (ramus frontalis intermediomedialis arteriae callosomarginalis)
- A12.2.07.040 Rama frontal posteromedial de la arteria callosomarginal (ramus frontalis posteromedialis arteriae callosomarginalis)
- A12.2.07.041 Rama cingular de la arteria callosomarginal (ramus cingularis arteriae callosomarginalis)
- A12.2.07.042 Ramas paracentrales (rami paracentrales)

A12.2.07.043 Arteria pericallosa (arteria pericallosa)
- A12.2.07.044 Ramas precuneales de la arteria pericallosa (rami precuneales arteriae pericallosa)
- A12.2.07.045 Ramas parieto-occipitales de la arteria pericallosa (rami parietooccipitalis arteriae pericallosa)

## Distribución
Irriga la corteza orbitaria, frontal y parietal, cuerpo calloso, diencéfalo, cuerpo estriado, cápsula interna, y plexo coroideo del ventrículo lateral.

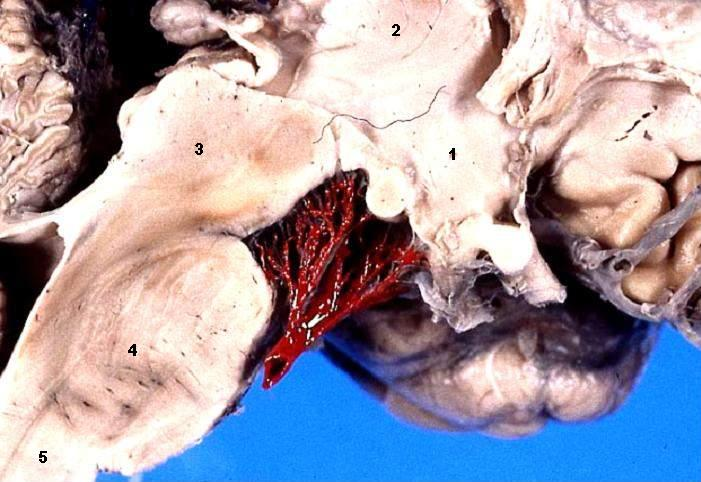
Cerebro humano. Arterias centrales, vista anterior-mediosagital.
1:Hipotálamo. 2:Tálamo. 3:Mesencéfalo. 4:Protuberancia. 5:Médula espinal.
Las «arterias centrales» que se originan en el círculo arterial se disponen en cuatro grupos:
Anteromedial - desde la arteria cerebral anterior y la arteria comunicante anterior del cerebro.
Posteromedial (también llamado talamoperforante) - desde las porciones comunicante posterior y medial de las arterias cerebrales posteriores.
Posterolateral (también llamado talamogeniculado) - desde la porción lateral de las arterias cerebrales posteriores.
Anterolateral (también llamado estriado lateral o lenticuloestriado) - emergiendo desde la arteria cerebral media.

## Imágenes adicionales
|                            |
| Arteria cerebral anterior. |

| |
| Superficie medial del hemisferio cerebral, mostrando las zonas irrigadas por las arterias cerebrales. Las zonas irrigadas por la arteria cerebral anterior se muestran en azul. |